# Marko Reikop

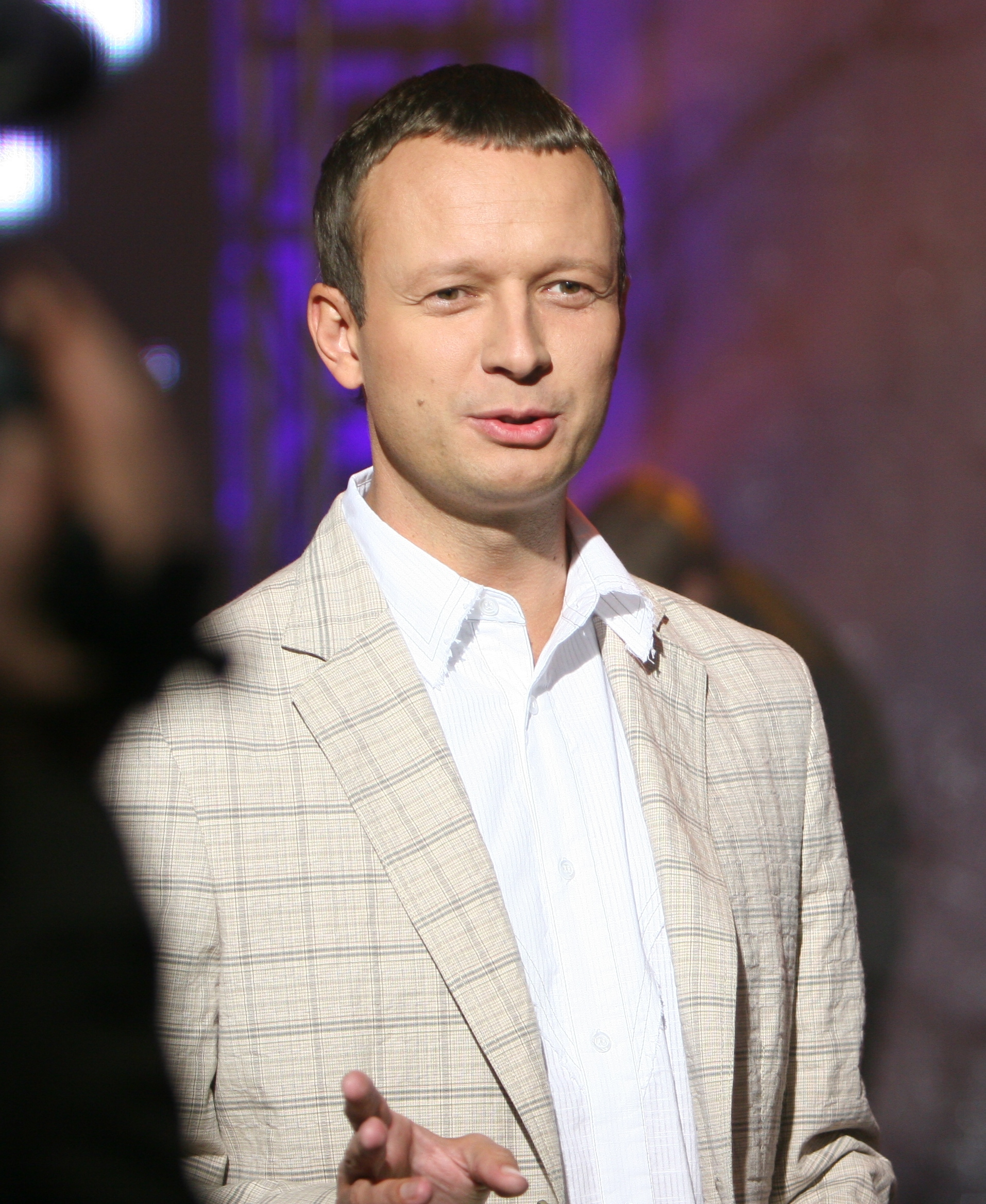
Marko Reikop (2007)

Marko Reikop (* 19. Juni 1969 in Tallinn, Estnische SSR) ist ein estnischer Fernsehmoderator. Reikop moderierte ab 1996 insgesamt 13-mal den estnischen Vorentscheid zum Eurovision Song Contest.

## Karriere
Seit 1991 moderiert Reikop diverse Radio- und Fernsehsendungen im estnischen Rundfunk.
1996 war Reikop beim estnischen Vorentscheid zum Eurovision Song Contest mit Karmel Eikner als Moderatorenduo tätig. Im Januar 1997 und 1998 war Anu Välba seine Co-Moderatorin, mit der er seit 2009 Ringvaade, eine tägliche Talkshow, moderiert. Zusammen mit Romi Erlach stand Reikop als Moderator des Eurolauls 1999 in Tallinn auf der Bühne. 2000 war Reikop alleiniger Moderator des Vorentscheides. Beim Eurolaul 2001 stand ihm Elektra zur Seite. Den Eurolaul 2002 moderierte er mit Karmel Eikner. 2003 fungierte Romi Erlach als Co-Moderatorin, 2004 wieder Karmel Eikner.
Im Jahre 2005 präsentierte Reikop das zehnte Mal hintereinander den estnischen Vorentscheid. Die Sängerin Ines, die selbst schon dreimal für Estland beim Eurolaul angetreten war, stand ihm in diesem Jahr als Co-Moderatorin zur Seite. Ein Jahr später, beim Eurolaul 2006, stand er mit Gerli Padar, der Schwester von Tanel Padar, vor der Kamera. Maarja-Liis Ilus war 2007 seine Moderationspartnerin. 2008 fungierte erneut Ines als Co-Moderatorin. Dies war Reikops letzte Tätigkeit als Moderator beim Eurolaul.
Am 6. November 2008 war Reikop in einer Episode von Südameasjad in der Rolle des Tuudur Tamm zu sehen.